# Anastacia
Anastacia Lyn Newkirk, ameriška pop/soul pevka, * 17. september 1968, Chicago, Illinois, ZDA.
Anastacia je leta 1999 zaslovela s pesmijo »I'm outta love«. Čeprav je v svoji domovini skoraj nepoznana, je do leta 2005 po svetu prodala več kot 30 milijonov albumov.

## Začetki
Odraščala je na Manhattnu z mamo, bratom in sestro. Pri 13ih so ji odkrili Crohnovo bolezen. V devetdesetih, preden je začela svojo pevsko kariero, se je občasno pojavljala na MTV-ju v videospotih skupine Salt-N-Pepa leta 1988. V lepotnem salonu, kjer je delala, so jo odpustili, ker je bila 'preglasna'.
Nase je bolj resno opozorila leta 1998 v na MTV-jevem talent showu - The Cut, kjer je zasedla drugo mesto, vendar je bila komisija tako navdušena nad njo, da ji je priskrbela snemalno pogodbo z Daylightom.

## Glasbena kariera

### Not That KindinFreak of Nature
V začetku leta 1999 je izšel njen prvi single z naslovom I'm Outta Love in v nekaj tednih dosegel vrhove evropskih lestvic. Album Not That Kind je izšel junija in bil prodan v več kot 7.000.000 kopijah po celem svetu. Drugi album Freak of Nature je bil še bolj uspešen (tudi v ZDA). Single »One Day In Your Life« je pristal na prvih mestih skoraj vseh večjih lestvic.
Leta 2002 so jo pri FIFI prosili, če bi zapela uradno himno nogometnega prvenstva na Japonskem in Južni Koreji. Anastacia je povabilo sprejela in na otvoritvi nastopila s skladbo »Boom!«.

### Diagnoza: Rak na dojki
Januarja 2003 se je zaradi bolečin v križu odločila za operativno zmanjšanje dojk. Na rutinskem pregledu so ji odkrili začetno fazo raka na dojki. Ker je bil pravočasno odkrit, so ga z operacijo uspešno odstranili. Ustanovila je Anastacia Fund, s katerim pomaga mladim ženskam z rakom na dojkah in jih spodbuja da opravijo pregled.
Ker je po operaciji in radioterapiji delno izgubila glas, ni nastopala. Večino časa je porabila za pisanje in ustvarjanje novega zvoka za svoj tretji album.

### Sprock
Marca 2004 se je vrnila na glasbeno sceno s singlom »Left Outside Alone« in z njim napovedala novo ploščo ter nov stil glasbe. Album Anastacia je izšel aprila in še vedno velja za njen najboljši in najuspešnejši album do danes. Single »Sick & Tired« je bil ravno tako uspešen kot njegov predhodnik. S ponovno izdajo singla »Left Outside Alone« v ZDA je želela pridobiti nove poslušalce vendar ji zaradi slabe promocije ni uspelo.
Ko so Anastacio vprašali, naj opiše svoj stil je dogovorila: Sprock - kombinacija soula popa in rocka. Želela je ustvariti rock, vendar je hotela obdržati spevne pop melodije in jih prilagodila svojemu soulovskem glasu. Kasneje je ime Sprock zaščitila in ga uporablja tudi uradno.

### Pregled preteklih let
Od septembra 2004 od avgusta 2005 je Anastacia potovala po svetu in s svojo ekipo glasbenikov, plesalcev, prijateljev in drugih sodelavcev nastopala po vseh večjih mestih (tudi v Ljubljani). Live at last DVD je dosegel prvo mesto na več evropskih lestvicah. Novembra 2005 je izdala tudi zbirko uspešnic Pieces of a Dream. Na albumu pa so tudi 4 do takrat ne izdane pesmi (»Everything Burns«, »Pieces of a Dream«, »I Belong to You« in »In Your Eyes«). Po turneji se je odločila, da se za nekaj časa umakne iz glasbene scene.

### Vrnitev
Aprila 2008 je Anastacia naznanila izid novega albuma Heavy Rotation. Oktobra je izdala prvi single »I Can Feel You«, konec leta pa je na radijske postaje poslala »Absolutely Positively«. 17. september 2009 je Heavy Rotation postal na voljo uporabnikom iTunes v ZDA. Junija je v Rusiji začela svojo drugo evropsko turnejo, ki je požela pohvale iz strani oboževalcev in tudi kritikov.

## Diskografija

### Studijski albumi
- 1999 Not That Kind
- 2001 Freak of Nature
- 2004 Anastacia
- 2005 Pieces of a Dream
- 2008 Heavy Rotation
- 2012 It's a Man's World
- 2014 Resurrection
- 2015 Ultimate Collection
- 2017 Evolution

### Live albumi
- 2016 A 4 App
- 2017 Live At The O2 Apollo Manchester
- 2017 Live At The Eventim Apollo Hammersmith

### DVD
- 2002 The Video Collection
- 2006 Live At Last

### Singli
- 1993: One More Chance
- 1993: Forever Luv (duet with David Morales)
- 1998: Mi Negra, Tu Bombón (duet with Omar Sosa)
- 1998: Not That Kind
- 1999: Tienes Un Solo (duet with Omar Sosa)
- 1999: Crushin
- 1999: I'm Outta Love
- 2000: Saturday Night's Alright for Fighting (duet with Elton John)
- 2001: Let It Be (duet with Paul McCartney, Anastacia other artists)
- 2001: I Ask of You (duet with Luciano Pavarotti)
- 2001: What More Can I Give (duet with Michael Jackson and other artists)
- 2001: Love Is Alive (duet with Vonda Shepard)
- 2001: 911 (duet with Wyclef Jean)
- 2001: Cowboys And Kisses
- 2001: Made For Lovin' You
- 2001: Paid My Dues
- 2002: One Day in Your Life
- 2002: Boom
- 2002: Why'd You Lie To Me
- 2002: You'll Never Be Alone
- 2002: I Thought I Told You That (duet with Faith Evans)
- 2002: You Shook Me All Night Long (duet with Celine Dion)
- 2002: Bad Girls (duet with Jamiroquai)
- 2003: Love Is a Crime
- 2003: We Are the Champions, We Will Rock You, Amandla (duet with Queen, Beyoncé, Bono, Cast and David A. Stewart)
- 2004: Left Outside Alone
- 2004: Sick And Tired
- 2004: Welcome To My Truth
- 2004: Heavy On My Heart
- 2004: I Do (duet with Sonny Sandoval)
- 2005: Everything Burns (duet with Ben Moody)
- 2005: Pieces Of A Dream
- 2006: I Belong To You (duet with Eros Ramazzotti)
- 2007: Sing (duet with Annie Lennox and other artists)
- 2008: I Can Feel You
- 2008: Absolutely Positively
- 2009: Holding Back the Years (duet with Simply Red)
- 2009: Defeated
- 2009: Stalemate (duet with Ben's Brothers)
- 2010: Safety (duet with Dima Bilan)
- 2010: Burning Star (duet with Natalia Druyts)
- 2011: What Can We Do (A Deeper Love) (duet with Tiësto)
- 2012: If I Was Your Boyfriend (duet with Tony Moran)
- 2012: Dream on
- 2012: Best Of You
- 2014: Stupid Little Things
- 2014: Lifeline
- 2014: Staring at the Sun
- 2014: Lifeline feat. Kekko (Modà)
- 2014: Staring at the Sun (Digital Dog Remix)
- 2015: Take This Chance
- 2015: Army Of Me
- 2015: Who's Loving You
- 2017: Ti Amo (duet with Umberto Tozzi)
- 2017: Caught In The Middle